# Christian Copelin
Christian Copelin (California, 23 febbraio 1990) è un attore statunitense.
È famoso per la sua interpretazione di Lanny Onasis nella serie televisiva Lizzie McGuire. È apparso in 21 episodi, e la particolarità del suo personaggio è che si esprime con gesti facciali e linguaggio del corpo, senza usare le parole. L'unico che lo capisce è il suo migliore amico Matt McGuire (Jake Thomas), fratello di Lizzie.

## Carriera

### Televisione
- 2005: Eyes - Ray Hunter
- 2004: The Bernie Mac Show - Ragazzo
- 2001/2004: Lizzie McGuire - Lanny Onasis
- 2002: N.Y.P.D. - Robert Dupree
- 2001: La maglia magica - Todd
- 2001: Guardo, ci penso e nasco - Piccolo bambino (Apparizione)
- 2000: City of Angels - David Morrison
- 2000: In tribunale con Lynn - Calvin Whitkin
- 1999: West Wing - Jeffrey
- 1999: E.R. - Medici in prima linea - Hunter
- 1999: Malcolm & Eddie - Rome Jensen
- 1997/1998: Pensacola: squadra speciale Top Gun - Christopher McCray
- 1997: Sleepwalkers - Ben

### Film
- 2004: The Seat Filler - Kenny
- 2001: Other People - Linus
- 2000: Un trofeo per Justin - Pipsqueak